# Hrvatska liga u odbojci na pijesku za muškarce 2019.
Hrvatska liga u odbojci na pijesku 2019. godinu, odnosno za sezonu 2018./19. 
 
Igrana je u ljeto 2019. godine na nekoliko turnira. 
 
Igrane su: 
- 1. liga – 5 klubova; prvak "Opatija"

## Prva liga
Sudionici
- KOP Čazma – Čazma
- KOP Opatija – Opatija
- KOP Siget – Zagreb
- KOP Zagreb – Zagreb
- KOP Žnjan  – Split

Ljestvica
| mj | klub    | ut | pob | ner | por | set+ | set- | poen+ | poen- | bod |
| -- | ------- | -- | --- | --- | --- | ---- | ---- | ----- | ----- | --- |
| 1. | Opatija |    |     |     |     |      |      |       |       |     |
| 2. | Siget   |    |     |     |     |      |      |       |       |     |
| 3. | Zagreb  |    |     |     |     |      |      |       |       |     |
| 4. | Žnjan   |    |     |     |     |      |      |       |       |     |
| 5. | Čazma   |    |     |     |     |      |      |       |       |     |

Turniri

## Vanjske poveznice
- hos-cvf.hr, Odbojka na pijesku
- sport-danas.com, Odbojka na pijesku
- kop-cakovec.hr  Arhivirana inačica izvorne stranice od 10. studenoga 2024. (Wayback Machine)